# 白鳥信一
白鳥 信一（しらとり しんいち、1928年6月28日 - 2001年8月22日）は日本の映画監督である。妻はスクリプターの白鳥あかね。

## 経歴
1928年6月28日、東京市本郷区に生まれる。仙台第一中学校、第二高等学校を経て1952年、東京大学文学部国文科を卒業。1954年、制作を再開した日活撮影所助監督部に入り、再開第一作『国定忠治』にサード助監督としてつく。以後、川島雄三、井上梅次、堀池清、西河克己の下で働く。とくに西河克己監督作品には『伊豆の踊子』『赤い蕾と白い花』など多数つき『何処へ』では挿入歌「こいちや節」の作詞まで手掛けた。1966年からは日活製作のテレビドラマを多数演出。この間、日活がロマンポルノに路線を転向したため、劇場映画の監督デビューは1973年の『団地妻 女の匂い』となった。。2001年8月22日、食道がんのため死去。

## フィルモグラフィ

### 映画
- 団地妻 女の匂い（1973年）
- 雨の夜の情事（1973年）
- 女調査員SEXレポート 主婦売春（1973年）
- ㊙女郎残酷色地獄（1973年）
- 狂棲時代（1973年）
- 赤線最後の日 昭和33年3月31日（1974年）
- 赤線本牧チャブヤの女（1975年）
- トルコ風呂（秘）外伝 尼僧極楽（1975年）
- 新・団地妻 夫婦交換（1975年）
- 感じるんです（1976年）
- 幼な妻 絶叫!!（1976年）
- 宇能鴻一郎のむちむちぷりん（1977年）
- 宇能鴻一郎の上と下（1977年）
- 昼下りの情事 すすり泣き（1977年）
- 私は犯されたい（1978年）
- 課外授業 熟れはじめ（1978年）
- 女教師 秘密（1978年）
- おんなの寝室 好きくらべ（1978年）
- 宇能鴻一郎の看護婦寮日記（1979年）
- 高校エロトピア 赤い制服（1979年）
- 潮吹き海女（1979年）
- 看護婦日記 たずらな指（1979年）
- 女高生 危険なめばえ（1980年）
- 宇能鴻一郎のホテルメイド日記（1980年）
- おさな妻（1980年）
- 宇能鴻一郎の貝くらべ（1980年）
- クライマックス 犯される花嫁（1980年）
- 欲情まんかい 若妻同窓会（1981年）
- 女高生 恥ずかしい瞬間（1981年）
- 女事務員 色情生活（1982年）
- 宇能鴻一郎の人妻いじめ（1982年）
- 宇能鴻一郎の女医も濡れるの（1982年）
- 俗物図鑑（1982年） - 出演のみ[4]

### テレビドラマ
- お嫁さん（1966年）
- 永遠に答えず（1967年）
- 愛妻くんこんばんは
- 若草物語（1968年）
- かみなり三代（1968年 - 1969年）
- 新妻鏡（1969年）
- 人間の條件（1976年）[6]